# Alcétas II (roi de Macédoine)
Pour les articles homonymes, voir Alcétas.
Alcétas II (en grec ancien : Ἀλκέτας B' ὁ Μακεδών ; né au Ve siècle av. J.-C. et mort assassiné en -448) est un roi de Macédoine de la dynastie des Argéades qui règne entre -454 et -448.

## Biographie
Il était probablement l'aîné des fils du roi Alexandre Ier et ainsi le petit-fils d'Amyntas Ier et d'Eurydice.
Il était connu pour sa dépendance à l'alcool.
À la mort d'Alexandre Ier en -454, il obtint une partie du royaume en partage avec ses frères Perdiccas II et Philippe.
Cependant, il ne règne que six ans car en -448, son neveu Archélaos (le fils de son frère Perdiccas II) l'attire lui et son fils Alexandre chez lui. Archélaos les enivre puis les emmène en pleine nuit sur son char pour les égorger.
Ce meurtre familial entraîna la réunification du royaume de Macédoine.